# Andrew Brunson
Andrew Craig Brunson (ur. 3 stycznia 1968) – amerykański pastor prezbiteriański. Od października 2016 roku był przetrzymywany w tureckim areszcie pod zarzutem szpiegostwa, wspierania kurdyjskich separatystów, udziału w udaremnionym zamachu stanu oraz utrzymywania kontaktów z organizacją mieszkającego w USA islamskiego kaznodziei Fethullaha Gulena, rzekomo odpowiedzialnego za próbę puczu.
Brunson mieszkał w Turcji, gdzie był misjonarzem od 1993 roku i pastorem Kościoła Zmartwychwstania w Izmirze. Po tym, gdy USA nałożyły na Turcję nowe cła, został zwolniony z aresztu 12 października 2018 i powrócił do Stanów Zjednoczonych.
Jest żonaty z Norine, z którą mają trójkę dorosłych dzieci. Wszyscy mieszkają w USA. 